# Meretrio
Meretrio é um grupo musical brasileiro de música instrumental e jazz formado em Campinas, em 2003, atualmente residente em São Paulo. O grupo tem como formação principal o trio, mas atua também como noneto (big band) no Movimento Elefantes e com convidados.

## Biografia
O Meretrio foi formado em 2003 no Instituto de Artes da Unicamp pelos então alunos Emiliano Sampaio, Gustavo Boni e Luis André "Gigante", com o propósito de estudar, mesclar e criar diversos estilos na música instrumental. Por alguns anos o trio se apresentou por Campinas, se aprimorando e obtendo cada vez mais entrosamento nas composições e improvisos.
Em 2008, gravaram seu primeiro álbum, auto-intitulado, lançado de maneira independente. No mesmo ano, o trio se relocou para a cidade de São Paulo, e iniciou paralelamente o Projeto Meretrio, que consiste na adição de seis instrumentistas de sopro à formação, para buscar novas maneiras de expressar sua música em diferentes arranjos.
No ano seguinte, o Projeto Meretrio se filiou ao Movimento Elefantes, uma cooperativa de Big Bands em São Paulo, aparecendo no DVD do Movimento, distribuído gratuitamente pelos shows, e também iniciou uma parceria com o pianista e compositor Pedro Assad, amigo e colega de faculdade, que também tocava em outros grupos com alguns dos membros do Meretrio, como Quiz e Banda de Argila.
2010 tem se mostrado um ano produtivo para o grupo, sendo uma das bandas convidadas no Instrumental SESC Brasil, lançando os CDs "Projeto Meretrio" e "Na Cozinha" além de seus integrantes terem ingressado na nova formação da banda Heartbreakers, atuando na nova montagem do espetáculo Emoções Baratas, de José Possi Neto. Atualmente o grupo se apresenta em suas três formas por São Paulo, além das apresentações com os Heartbreakers: Meretrio, Projeto Meretrio e Pedro Assad & Meretrio.
Em janeiro de 2011, voltam ao Estúdio do Mário, em Campinas, e gravam seu novo CD, ainda não lançado, voltando ao formato power trio. Uma nova parceria foi formada também, com a cantora e violonista Rebecca Sharp, sendo a primeira vez que o grupo trabalha com músicas cantadas. Espera-se que lancem um CD ainda esse ano. O Projeto Meretrio gravou uma música que estará no CDê do Movimento Elefantes, contendo todas as bandas do movimento, com distribuição gratuita nos shows, como fizeram com o DVD. Continuam se apresentando em diversos formatos, tocando na Virada Cultural de São Paulo no palco do Movimento Elefantes como Projeto Meretrio e Orquestra HeartBreakers. Na Revista Saraiva Conteúdo de Março/Abril, o violonista Vitor Garbelotto aposta no Meretrio como novo expoente da música instrumental brasileira de 2011 na matéria "Façam suas apostas".

## Integrantes
- Emiliano Sampaio: guitarra elétrica
- Gustavo Boni: baixo elétrico e acústico
- Luis André "Gigante": bateria

## Discografia

### Meretrio
- Meretrio (2008)
- Projeto Meretrio (2010)
- CDê: Movimento Elefantes (2011, vários artistas)
- Meretrio (2011)

### Pedro Assad e Meretrio
- Na Cozinha (2010)

## Videografia
- DVDê Elefantes: Bandas de Sopro em Movimento (2009, vários artistas)